# 장승태
장승태(張承台, 1922년 1월 23일 ~ 2019년 2월 8일, 강원 영월군)는 대한민국의 정치인이다. 제7,8,9,10대 국회의원, 제25대 체신부 장관을 지냈다. 그리고 종교는 불교다.

## 약력
- 춘천고등학교 졸업
- 국민대학교 경제학과 졸업
- 서울대학교 행정대학원 석사 수료
- 명지대학교 행정학 박사
- 체신부 이사관
- 1967년 ~ 1981년 : 제7~10대 국회의원 (민주공화당)
- 국회 교통, 예결, 재무위원장
- 제9차 아세아의원연맹 한국대표단장
- 1974년 9월 ~ 1975년 12월 : 체신부 장관[3]
- 한일협력위원회 사무총장
- 영월 석정여자중고등학교 이사장
- 사단법인 통우회 회장

## 역대 선거 결과
|  | 52.68% |

|  | 56.12% |

|  | 28.94% |

|  | 51.01% |

## 참고 문헌
- 장승태 - 대한민국헌정회

| 전임 문형태 | 제25대 체신부 장관 1974년 9월 18일 ~ 1975년 12월 18일 | 후임 박원근 |